# Верхня Плавиця
Верхня Плавиця (рос. Верхняя Плавица) — село в Росії, Верхньохавському районі Воронізької області. Адміністративний центр Верхньоплавицького сільського поселення.
Населення становить 575 осіб за переписом 2010 року (452 особи, 200 господарств на 1.01.2008).

## Історія
За даними 1859 року у казенному селі Росташевка (Ростошевка) Воронезького повіту Воронізької губернії мешкало 1518 осіб (730 чоловічої статі та 788 — жіночої), налічувалось 135 дворових господарств, існувала православна церква.
Станом на 1886 рік у колишньому державному селі Верхня Росташевка Шукавської волості мешкало 2131 особа налічувалось 208 дворових господарств, існували православна церква, 2 лавки.
За переписом 1897 року кількість мешканців зросла до 2254 осіб (1101 чоловічої статі та 1153 — жіночої), з яких всі — православної віри.